# Great Mackerel Beach
Great Mackerel Beach é um subúrbio do norte de Sydney, no estado da Nova Gales do Sul, na Austrália, situado a 43 quilômetros ao norte do distrito empresarial central de Sydney, na área do governo local do Conselho de Northern Beaches. Em 2011, sua população era de 103 habitantes.